# ウェイソン選択課題

「片面に偶数があれば、もう片面は赤色」という仮説を確かめるには、どれを裏返すべきか？

ウェイソン選択課題（英語: Wason selection task、4枚カード問題）とは、ペーター・カスカート・ウェイソンが1966年に考案したロジックパズル。演繹的思考を学ぶための有名なタスクである。
パズルの例として、以下の問題がある。
4枚のカードがテーブルに置かれている。それぞれのカードは片面には数字が書かれ、もう片面には色が塗られているものであり、3・8・青色・赤色が見えている状態である。このとき「カードの片面に偶数が書かれているならば、その裏面は赤い」という仮説を確かめるためにひっくり返す必要があるカードはどれか？
反転させる必要がないカードを反転させるか、反転させる必要があるカードを反転しない場合、課題に失敗したとされる。最初は数字（偶数・奇数）と文字（母音・子音）で出題された。
ウェイソン選択課題は、被験者が大概は解くのに苦労する一方、特定の文脈を加えると普通に解けるようになるところが特に興味深い。特に、その文脈が「社会的規範の監視」という性格を持つとき、この課題は容易に解かれることが分かっている。

## 解法
この課題の正解は、「8のカード（偶数のカード）と青色のカード（赤色ではない色のカード）をひっくり返す」である。
仮説は「カードの片面に偶数が書かれているならば、その裏面は赤い」であり、この仮説が否定されるのは「片面に偶数が書かれており、かつ、裏面は赤色ではないカード」が存在する時のみである。
- 3のカードの裏面が赤であろうと青であろうと、仮説とは矛盾しない。仮説は奇数のカードについて何も述べていない。
- 8のカードの裏面が赤ではないならば、仮説と矛盾する。
- 赤のカードの裏面が奇数であろうと偶数であろうと、仮説とは矛盾しない。仮説は、赤色のカードの裏面を偶数に限定するものではない。
- 青のカードの裏面が偶数である場合、仮説と矛盾する。

### 論理
「カードの片面に偶数が書かれているならば、その裏面は赤い」の「ならば」は古典論理における論理包含である。そのため、この課題はモーダスポネンス（偶数のカードは全てその裏面が赤いことを確かめなければならない）とモーダストレンス（赤でないカードは全てその裏面が偶数でないことを確かめなければならない）を用いることで解くことができる。

## 課題の正答率
ウェイソンの研究では、正答を導くことができた被験者は10%に満たなかった。また、この結果は1993年に再現された。
自然言語の条件文は（論理学でいう）論理包含ではないため、被験者は「もし … ならば、…」という文を論理包含として読まないと主張する研究者もいる（実質含意のパラドクスも参照のこと）。しかし、この課題の興味深い特徴の1つは、古典論理による上記の解法を説明された際の被験者の反応である。
これは論理学にあまり関心が無いある心理学者が私に打ち明けたことだが、4枚カード問題は単純な推論課題であるものの、その他の単純な推論課題とは異なり、論理的な解法を説明されそれが正しいと納得した被験者が、その論理的解法を理解しなかったことは無い、というのは明白な事実だというのだ。
しかしこのコメントについては、被験者が自身の解法を間違っていると認めているかどうか、あるいは、問題が漠然としているため複数の解釈があると考えたのかどうかが明確ではないため、議論の余地がある。

### 社会的ルールを扱う場合
1983年時点で、ウェイソン選択課題の正答率は課題の提示方法によって大きく上下することを研究者らは明らかにしていたが、どの方法が最も正答率を上げる/下げるのかの理論的な説明はなかった。

それぞれのカードは片面に「資格が認められる年齢」が書かれ、もう片面には「飲み物」が書かれている。「アルコール飲料を飲んでいるならば18歳以上である」という仮説を確かめるためにひっくり返す必要があるカードはどれか？

1992年に、進化心理学者のレダ・コスミデスとジョン・トゥービーは、社会関係という文脈で課題が提示された時に、被験者は「正しい」反応を返す傾向があることを突き止めた。例えば、「アルコール飲料を飲んでいるならば18歳以上である」という仮説と「『資格が認められる年齢』と『飲み物』が書かれたカード」（例えば、16・25・ビール・コーラ）に対しては、ほとんどの参加者は容易に正しい解答である「16」と「ビール」を選択した。様々な状況で行われた一連の実験で被験者は、“資格を認められない限り正当には得られない利得”にまつわる社会ルールが守られているかチェックするよう求められた場合、一貫して高い正答率を示した。人々は社会的な慣習を通じて社会的交換のルールを学び、そうした馴染みの深いルールの方が、（論理学という）あまり馴染みのないルールより適用しやすいと考えた、というような視点を変えた解釈を実験者たちは排除してきたと、コスミデスとトゥービーは指摘した。
ウェイソン選択課題は、検証を求められるルールが社会的交換（利得 X を得るためには資格 Y を満たしていなければならない）にまつわるもので被験者がそのルールが守られているか監視するような形ならば容易な課題になるが、そうでなければより難しい課題になる、という仮説を実験の形で証明したとコスミデスとトゥービーは述べている。そして、そうした違いが実験によって明らかになるならば、人間の推論は文脈に大きく左右されるメカニズムで成り立っており、それは文脈に依存しない汎用的メカニズムというより、社会的な交流における特定の問題を解決するべく自然選択を通じて進化してきたメカニズムだという、進化心理学者らの主張が裏付けられるとコスミデスとトゥービーは述べている。ウェイソン選択課題について言えば、その推論機能のモジュールは不正行為の検出に特化したモジュールの一つといえる。

### 社会関係仮説の評価
デービスら (1995) は、汎用的推論メカニズムではなく文脈依存的・領域限定的な推論メカニズムを提唱するコスミデスとトゥービーの主張は、理論的に首尾一貫しておらず推論的に正当化できないと論じた。フォン・シドー  (2006) は、義務を示す条件文と単なる記述的な条件文は区別されなければならず、義務を示す条件文を解釈する論理はより系統立ったアプローチがとられ (cf. Beller, 2001)、その人の目的に依存する (cf. Sperber & Girotto, 2002) と論じた。しかし、カナザワ (2010) に応える形で、カウフマンら (2011) らは、コスミデスとトゥービー (1992) が提案した文脈依存的なウェイソン選択課題の、70項目からなるコンピュータ版を112人の被験者でテストし、「既に馴染みのあるルールに基づいた課題・進化的に馴染みのある課題の解決能力は、恣意的なルールによる進化的に目新しい課題のそれに比べると、一般的知能により強く関係している」ことを発見し、『Psychology Today』誌でカウフマンは「一般的知能は、進化心理学と非常に相性が良いようだ」と結論づけた。

## 関連文献
- Barkow, Jerome H.; Cosmides, Leda; Tooby, John (1995). The adapted mind: evolutionary psychology and the generation of culture (illustrated, reprint, revised ed.). Oxford University Press US. pp. 181–184. ISBN 978-0-19-510107-2